# Aruba Dushi Tera
"Aruba Dushi Tera" ("Aruba doce terra") é o hino nacional de Aruba. Esta valsa foi composta por Juan Chabaya 'Padu' Lampe. A música é uma criação de Rufo Wever. Foi oficialmente adotado como hino nacional em 18 de março de 1976.

## Letras empapiamento
Verso 1

Aruba patria aprecia

nos cuna venera

Chikito y simpel bo por ta

pero si respeta.

Refrão

Oh, Aruba, dushi tera

nos baranca tan stima

Nos amor p’abo t’asina grandi

cu n’tin nada pa kibr'e, cu'n tin nada pa kibr'e.

Verso 2

Bo playanan tan admira

cu palma tur dorna

Bo escudo y bandera ta

orguyo di nos tur.

Refrão

Verso 3

Grandeza di bo pueblo ta

su gran cordialidad

Cu Dios por guia y conserva

su amor pa libertad.

Refrão

## Letras emportuguês
Verso 1

Aruba, pátria apreciada

Nosso berço venerado

Pode ser simples e pequena

Mas ainda é respeitada.

Refrão

Oh Aruba, doce terra!

Nossa rocha tão querida

Nosso amor por ti é tão forte

Que nada pode destruí-lo. *bis*

Verso 2

Suas praias tão admiradas

Com palmeiras todas decoradas

Teu brasão de armas e brandeira

Com o sentimento de orgulho de todos nós!

Refrão

Verso 3

A grandeza de nosso povo

É a sua grande cordialidade

Que Deus pode guiar e preservar

Seu amor pela liberdade!

Verso 1

Aruba, pátria apreciada

Nosso berço venerado

Pode ser simples e pequena

Mas ainda é respeitada.

Refrão

Oh Aruba, doce terra!

Nossa rocha tão querida

Nosso amor por ti é tão forte

Que nada pode destruí-lo. *bis*

Verso 2

Suas praias tão admiradas

Com palmeiras todas decoradas

Teu brasão de armas e brandeira

Com o sentimento de orgulho de todos nós!

Refrão

Verso 3

A grandeza de nosso povo

É a sua grande cordialidade

Que Deus pode guiar e preservar

Seu amor pela liberdade!

Refrão